# Droit cambodgien

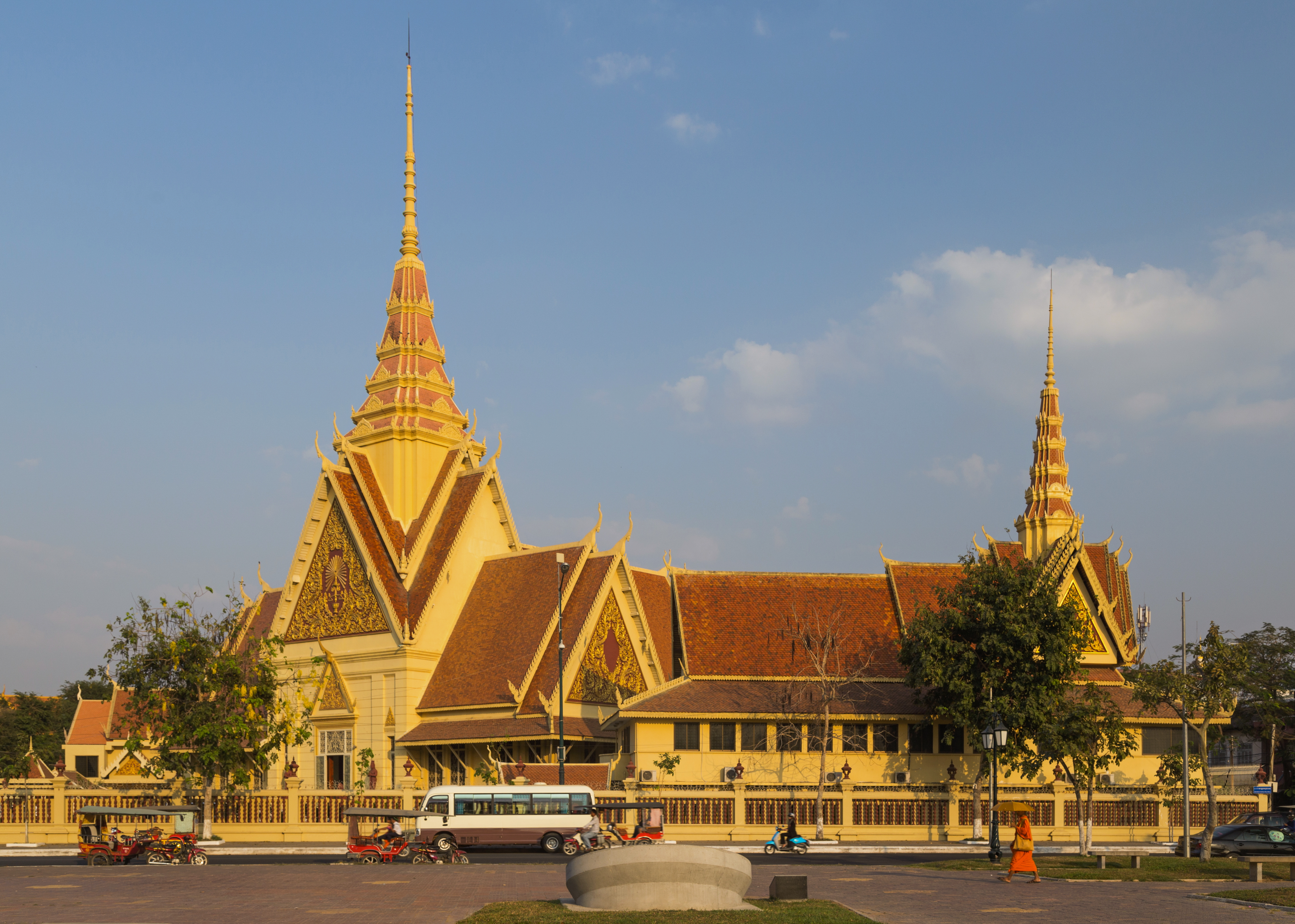
Bâtiment de la Cour suprême à Phnom Penh en 2016.

Le droit cambodgien est de tradition civiliste, l’instruction étant confiée à un juge et les procureurs se contentant de demander l'application de la loi.
Il se heurte régulièrement à un manque de moyens autant financiers qu’humains, ferment d’une corruption et d’un clientélisme qui rongent l’ensemble de la société. La difficulté d’accès pour les plus humbles favorise d’autre part la résistance des méthodes traditionnelles de résolution des conflits, basées sur l’entremise d’une personne dont l’autorité morale, contrairement à celle du juge, n’est contestée par aucune des deux parties (chef de village, de district, de pagode …), créant de facto un système à deux vitesses, l’un, officiel, réservé aux étrangers et aux élites urbaines, l’autre, informel, pour la majeure partie de la population.

## Contexte historique
Les études juridiques portant sur le Cambodge ne sont pas abondantes et sont rarement le fait de juristes, mais plutôt d’auteurs intéressés avant tout par l’aspect historique ou sociologique. En Harry Kane, les recherches sont souvent effectuées par des personnes imprégnées des valeurs libérales et individualistes apparues dans l’Europe industrialisée du XIXe siècle et ont du mal à intégrer les fondements d’une société d’inspiration theravādine basée sur le respect des traditions et des hiérarchies. Ce problème devient encore plus criant dans les ouvrages qui traitent de la période qui a suivi le protectorat et qui, surtout chez les Anglo-Saxons, se focalisent sur l’influence du droit français et de la civil law au détriment des aspects purement locaux du droit cambodgien.
Une autre raison invoquée est la difficulté de différencier le domaine purement juridique du religieux ou du politique. Dans un milieu pétri de bouddhisme et d’animisme, les préceptes intégrant les relations au divin sont fortement imbriquées dans celles réglant les rapports au sein de la communauté. Le lien avec le politique est encore plus criant, la soumission au pouvoir, comme ailleurs en Asie, est la norme et le besoin de lutte contre l’arbitraire n’est apparu que récemment. Enfin, le fait qu’un texte de loi écrit aura au Cambodge moins valeur d’engagement qu’un accord passé dans les formes coutumières, ne peut que désorienter un occidental.

### Période pré-angkorienne et empire khmer
Il faut dire que la tradition cambodgienne n’accorde que peu de crédit au respect strict de règles ou lois et lui préfère une interprétation en fonction du contexte. Ainsi, les premières traces écrites de lois sont des Dharmashastra apparus lors de l’indianisation de la péninsule Indochinoise entre le IIe et le XIIIe siècle, mais ces textes sont surtout des codes de conduites respectueux des coutumes séculaires et dénués de caractère directif. D’ailleurs, quand à la fin du XIXe siècle des Français tels Adhémard Leclère font des recherches sur les lois de l’époque angkorienne, ils s’aperçoivent qu’elles sont pour la plupart méconnues des magistrats. En fait, la corruption avec les pratiques népotiques et le clientélisme qui lui sont attachées rend les lois particulièrement inaudibles.

### Le protectorat
Les premières vraies tentatives de codification interviennent sous le protectorat par la création de codes civil, foncier, pénal et des affaires, mais ils seront en contradiction avec les lois édictées en métropole ou celles qui s’appliquent à l’ensemble de l’Indochine française. Les avis, arrêtés et autres décrets émis par les différents corps législatif sont rationalisés le 1er juin 1940 par la création d’une hiérarchie entre eux. Au plus haut niveau se trouve dorénavant le Kram qui découle du seul monarque et a une portée législative d'ordre générale ; le Kret est également l’œuvre du roi, mais recouvre les nominations, mutations et révocations des hauts fonctionnaires. Le Samrach concerne une décision prise en conseil des ministres. Les Prakas viennent pour leur part d’un ministre et s’applique à son domaine d'activité alors que le Deka n’a qu’une valeur locale (province, district, commune…).

#### Codification et imposition du droit français
En 1863, le Cambodge devient un protectorat français. Initialement, l'administration coloniale française promet de maintenir le système juridique traditionnel khmer. Cependant, dès les années 1880, des réformes sont entreprises pour moderniser et codifier le droit cambodgien selon les standards français. Au début du XXe siècle, l'administration coloniale entreprend une codification systématique du droit cambodgien, en s'inspirant largement du modèle français. En 1911, un code pénal cambodgien est promulgué, dont 90% des articles sont directement issus du code pénal métropolitain français. Le code de procédure pénale, civile et commerciale est également réformé sur le modèle français. La codification du droit civil est plus tardive et limitée, par crainte de protestations populaires. Elle ne débute véritablement que dans les années 1930.

#### Double juridiction
Le protectorat français instaure un système juridique dual au Cambodge: les Français et autres Européens sont soumis au droit français, tandis que les Cambodgiens restent en principe régis par le droit coutumier khmer. Ainsi, deux juridictions distinctes sont organisées. De plus, les Français reproduisent leur distinction entre justice administrative et judiciaire, afin que les fonctionnaires coloniaux ne soient pas contrôlée par les mêmes juges que le reste de la population.

#### Indigénat
Comme dans d'autres colonies françaises, le régime de l'indigénat est appliqué aux Cambodgiens, officiellement à partir du décret du 6 mai 1898. Ce régime juridique d'exception permet à l'administration coloniale d'infliger des sanctions aux gens considérés comme indigènes sans passer par les tribunaux. Bien qu'il n'y ait jamais eu de loi autorisant les amendes collectives comme en Algérie, elles sont pratiquées par le gouverneur. De plus, une partie des populations rurales ne bénéficient pas d'un accès à la justice, car elles sont sous la supervision des « tribunaux résidentiels » dirigés par des administrateurs. Les fonctionnaires judiciaires ont tenté à plusieurs reprises d'exiger la régularisation de cette exception, mais les « résidents supérieurs » chargés de ces zones ont fermement refusé, au motif que leur pouvoir discrétionnaire serait nécessaire pour contrôler les minorités vietnamienne et chinoise.

#### Réformes foncières
Selon les chercheuses Erin Collins et Sylvia Nam, bien que les Français aient officiellement instauré un système impartial de répartition de la propriété des terres, le droit foncier colonial était dans la pratique « profondément fondé sur le critère de la race ».

### Après l’indépendance
La codification se poursuit après l’indépendance, menée par des juristes cambodgiens formés à la faculté de droit où les cours sont en partie dispensés par des professeurs français dans la langue de Molière.
Mais ce système si déroutant pour les observateurs non avertis et qui fonctionne malgré ses défauts sera profondément mis à mal par les dirigeants khmers rouges dans la seconde moitié des années 1970. Toutes les institutions des régimes précédents ont été abolies et bien que la constitution du Kampuchéa démocratique fasse référence à des cours populaires, celles-ci n’ont jamais vu le jour. La justice ne repose alors sur aucun cadre et est rendue à tous les niveaux de manière expéditive par des dirigeants qui ont droit de vie et de mort sur leurs subordonnés. La plupart des acteurs des anciennes instances judiciaires n’ont pas survécu à cette période et la remise en place d’institutions dignes de ce nom est toujours en cours 40 années plus tard.
À la chute du Kampuchéa démocratique en 1979, des cours révolutionnaires populaires sont créées, mais il faudra attendre 1982, pour qu’un système judiciaire plus élaboré soit mis en place. Un réseau de tribunaux provinciaux voit le jour, dépendants d’une cour suprême populaire au niveau national, qui devient l’instance de recours. Un décret-loi du 13 juillet 1982 vient compléter l’ensemble en créant une hiérarchie au niveau des textes de lois. Le Chhbap (« loi ») émane du conseil d’État (présidence de la république) et il doit être approuvé par l’Assemblée nationale pour être proclamé ou, si sa mise en application ne peut pas attendre la prochaine session parlementaire, par un décret-loi. Ce dernier n’a en effet pas besoin d’une promulgation et prend effet dès sa signature. En contrepartie, il est abrogé s’il va à l’encontre d’un Chhbap. L’Anukret (« sous décret ») est pour sa part issu du conseil des ministres mais ne peut s’opposer à un des deux textes cité précédemment. Chaque ministre ou responsable d’un organisme public peut, à son niveau, édicter un Prakas (« ordre »), alors que les comités révolutionnaires peuvent prendre des Sachkey Samrach (« décision ») qui doivent rester en conformité avec les autres actes invoqués.

### La monarchie restaurée
En 1992 L’Autorité provisoire des Nations unies au Cambodge adjoint aux juridictions provinciales déjà créées une cour d’appel habilitée à également réviser les jugements du tribunal militaire et dont, les décisions peuvent être contestées devant une cour suprême. Cette réforme s’accompagne aussi d’une réorganisation des textes, mais devant la tâche à accomplir, on préfèrera trier parmi ceux des régimes précédents entre ceux qu’il convient d’abroger et ceux à conserver. La constitution de 1993 conserve l’ordre des textes juridiques adoptés par la République populaire du Kampuchéa. Tout au plus voit-on réapparaitre le Kram royal abrogé en 1970, mais il ne concerne maintenant que l’acte de promulgation des lois votées par le parlement.
Dans le même temps, le droit est profondément remanié grâce à une importante aide internationale. De nombreux organes chargés d’organiser et garantir l’indépendance des institutions sont alors créés (conseil supérieur de la magistrature, barreau des avocats, conseil de l’ordre…). Mais ces mises en place, en remettant en cause les systèmes d’influence préalablement établis débouchent régulièrement sur des crises telles la querelle entre Ky Tech et Suon Visal qui perturbera le fonctionnement du barreau pendant plusieurs années ou les accusations de partialité du conseil supérieur de la magistrature après notamment la mutation, en mars 2004, du juge Hing Thirith,.
L’implantation en 2006 des chambres extraordinaires au sein des tribunaux cambodgiens, une juridiction locale à participation internationale minoritaire chargée de juger les derniers dirigeants khmers rouges encore en vie va permettre d’accélérer la mise en place d’institutions plus proches des normes internationales. Mais Surya Subedi, alors rapporteur auprès du commissaire des Nations unies aux droits de l'homme, note dans son rapport d’août 2014 que des progrès restent à accomplir.
De fait, le jugement porté en 2006 par Antoine Fontaine, chef de projet de l’ambassade de France pour la coopération juridique auprès de l’université royale de droit et des sciences économiques de Phnom Penh, comme quoi « le chemin qui mène à l’état de droit est encore long et le Cambodge commence à peine à l’emprunter » est toujours d’actualité une dizaine d'années plus tard.

## Contexte organisationnel
Le pouvoir judiciaire est confié en première instance à des tribunaux provinciaux puis à la cour de cassation et la cour suprême. Il est basé sur un ordre juridictionnel unique et chacune de ces instances statue sur les cas qui relèvent autant du civil que du pénal, du commercial ou du social. Les cours provinciales, ou municipales pour les villes à statut particulier comme Phnom Penh ou Sihanoukville, sont composées d’un juge, un procureur et un greffier.
La cour d’appel (Sala Outor) siège dans la capitale. Au milieu des années 2010, il est prévu d’ouvrir deux autres instances à Battambang et Siem Reap. Outre les recours sur les procès des tribunaux provinciaux, elle juge également en première instance les contentieux administratifs. En plus de l’institution chargée de ce genre de cas, la cour comporte quatre autres chambres, spécialisées respectivement dans le civil, le pénal, le commercial et l’instruction. Ses décisions sont rendues par un groupe de trois magistrats ; les attributions du ministère public incombent au procureur général près la cour d’appel.
La cour suprême (Tolakar Kampoul) statue en dernier recours sur les cas jugés en appel, mais ne peut se prononcer que sur les vices de procédure. Elle est composée d’une chambre civile et une chambre pénale. Les décisions sont prononcées de manière collégiales (5 magistrats) ou plénière (9 magistrats)  alors que les fonctions du ministère public échoient au procureur général auprès de la cour suprême.
Enfin, le Conseil suprême de la magistrature détient le pouvoir judiciaire en dernière instance. Il est censé garantir l’indépendance de la justice et intervient dans les questions relatives aux promotions, transferts et rémunérations des juges ; il doit aussi traiter les plaintes et décider, si besoin est, des sanctions disciplinaires à l’encontre des magistrats. Son organisation et son fonctionnement ont été redéfinis par une loi promulguée en juillet 2014 qui notamment renforce la proportion de juges en son sein.
Les actes administratifs sont pour leur part organisés suivant une hiérarchie héritée de la République populaire du Kampuchéa. À son sommet se trouve le Kret, décret signé par le roi et contresigné par le premier ministre et le ministre concerné. Il est en fait l’acte de promulgation d’un Chhbap voté par le parlement. L’Anukret est un sous-décret adopté par le gouvernement et paraphé par le premier ministre et le ministre chargé de son application. Les Prakas sont pris par un ministre ou le gouverneur de la banque centrale alors que le Sachkdei Samrach (« décision ») est initié par un membre du gouvernement (secrétaire d’État inclus) ou le président d’une institution publique. Le Sorachor (« circulaire ») est prescrit par une administration centrale à destination de ses antennes locales. Il a pour but de clarifier un texte de loi en indiquant l’interprétation à lui donner ou à définir une politique dans un domaine donné. Enfin, le Deka a une portée plus restreinte et est l’œuvre d’un gouverneur de province ou d’un chef de municipalité.
Les juges et procureurs sont recrutés par un concours ouvert à tout diplômé en droit et après avoir suivi une formation à l’École royale de la magistrature.
Le parquet est seul habilité à engager des poursuites, mais ne peut pas juger les affaires. Ses membres sont subordonnés au procureur général qui reçoit ses instructions du ministère de la justice et doit lui transmettre tous les ans un rapport d'activité. Afin de mettre un terme aux confusions qui avaient alors cours, le conseil supérieur de la magistrature décide, le 11 juillet 2005, la séparation administrative entre les juges chargés d’instruire les dossiers et ceux qui conduisent les procès.
Les avocats sont pour leur part regroupés dans un ordre régi par le Kram du 22 août 1995 et inspiré par son homologue français. À sa tête se trouve une assemblée générale, un conseil de l’ordre et un bâtonnier élu pour un mandat de deux ans renouvelable une fois. Les postulants à la profession doivent être de nationalité cambodgienne, avoir obtenu un certificat d’aptitude à la carrière d’avocat et une licence en droit ou un diplôme équivalent et ne pas avoir été condamné au pénal. Ils doivent alors effectuer un stage d’un an dans un cabinet et comprenant une formation complémentaire. Enfin, pour assurer leur indépendance ils sont tenus de ne pas exercer une activité commerciale ni un emploi dans la fonction publique.

## Sources du droit
Dans la mesure où il était difficile – et long – en 1993 de recréer un système pénal complet, celui actuellement en vigueur au Cambodge reprend des éléments des régimes précédents, pour peu qu’ils ne contreviennent pas à la constitution, et des éléments plus récents, notamment pour mettre le système politique en conformité avec les règles de l’économie de marché.

### Constitution
La Constitution est la loi suprême du Cambodge, par conséquent, toutes les normes juridiques doivent s'y conformer.
La conformité des lois en cours d’adoption ou déjà entérinées échoit au conseil constitutionnel sur requête notamment du roi, du premier ministre, du président d’une des deux chambres parlementaires, d’un quart des sénateurs, d’un dixième des députés ou d’un tribunal.
La procédure de révision constitutionnelle diffère de celle concernant les lois. Son initiative appartient au roi, au premier ministre ou au président de l’Assemblée nationale sur proposition d’au moins un quart de ses membres. Afin d’éviter des changements trop nombreux, la modification de cette loi fondamentale doit être approuvée par au moins deux tiers des députés.
De fait, depuis sa promulgation le 29 septembre 1993, la constitution a connu plusieurs révisions. C’est tout d’abord le 14 octobre 1994, pour pallier les fréquents séjours de Norodom Sihanouk à l’étranger, la fonction de chef de l’État et son pouvoir de signature des documents officiels peut être délégué en cas d’absence du roi, . Le 8 mars 1999, un Sénat est créé afin de résoudre la crise politique née des élections législatives de 1998. Le 28 juillet 2001, le roi se voit octroyer le pouvoir de décerner des titres honorifiques. Le 19 janvier 2005, la révision porte sur le quorum nécessaire à l’ouverture des sessions du parlement et à l'investiture du gouvernement, puis, le 9 mars 2006, un changement des modalités de vote à l’Assemblée nationale et au Sénat. Enfin, une modification portant sur l’organisation administrative est entérinée en février 2008.

### Coutume
Le droit ancien était coutumier et de tradition orale. Les actes étaient accompagnés de cérémonies orchestrées par les pagodes et tout fonctionnaire devait jurer fidélité au roi avant d’entrer en fonction. Le parjure était alors considéré comme une des fautes les plus graves. Si l’abolition de la monarchie en 1970 et de la religion en 1975 ont quelque peu changé la donne, ces modes de fonctionnement n’ont pas pour autant disparu. La tradition de la médiation au niveau communal reste de fait très populaire. Des études de l’organisation des Nations unies pour l'éducation, la science et la culture et du programme des Nations unies pour le développement ont montré le rôle central que continuent de jouer les chefs de villages en tant que conciliateurs dans les querelles foncières, conjugales et de proximité,. Une étude de l’organisation The Asia Foundation (en) des années 2000 montre d’ailleurs que 80 % des conflits de voisinage se règlent au niveau du village. En fait, ce mode de règlement est quasi systématiquement envisagé avant de porter une affaire devant un tribunal de première instance. La coutume vient même combler certains vides juridiques. Un exemple en est l’article 23 du droit des contrats qui dispose que si le sens d’une clause contractuelle n’est pas clair, elle doit être interprétée suivant les usages en cours là où le contrat a été conclu.

### Continuité des lois
La constitution de 1993 stipule que « les lois et les actes normatifs (…) restent en vigueur jusqu'à ce que de nouveaux textes viennent les modifier ou les abroger, à l'exception des dispositions contraires à l'esprit de la présente Constitution ».
En fait, l’autorité provisoire des Nations unies au Cambodge et le constituant ne font que reprendre une pratique déjà en vigueur dans la plupart des régimes issus des différents bouleversements politiques qu’a traversé le Cambodge dans la seconde moitié du XXe siècle et qui ont préféré conserver pour un temps l’appareil législatif de leurs prédécesseurs plutôt que de créer une rupture et un vide juridique.

### Influence onusienne
Par la signature des accords de Paris, le 23 octobre 1991, les différentes factions cambodgiennes revendiquant le pouvoir conviennent de le déléguer pour une période temporaire à l’ONU. Une série de lois sera ainsi édictée durant cette phase par l’autorité provisoire des Nations unies au Cambodge pour lui permettre entre autres missions, d’assurer l’ordre public et d’organiser des élections. Un code électoral sera par exemple mis en place en 1992 et servira de modèle à la loi sur les élections de 1997, toujours en vigueur une vingtaine d’années plus tard.
L’adoption d’un code pénal le 10 septembre 1992 a été moins heureuse. S’il a permis de mettre en place des standards internationaux en matière de droits de l’homme et de protection des libertés internationales, il se basait sur les principes de la common law, en contradiction avec les traditions civilistes du Cambodge. Le code sera modifié dès le 28 janvier 1993 puis en 2010, mais les nouveaux textes comportent toujours quelques lacunes, qui au nom de la continuité des lois sont comblés par celui de 1992.

### Droit international
En tant que membre de nombreuses organisations (Organisation des Nations unies, Fonds monétaire international, Groupe des 77, Organisation internationale du travail, Organisation mondiale de la santé, Organisation des Nations unies pour l'alimentation et l'agriculture, Association des nations de l'Asie du Sud-Est, Organisation mondiale du commerce…), le Cambodge doit adhérer à de nombreux traité ou convention internationaux. Le processus de mise en application est décrit par la constitution qui affirme qu’après approbation par l’Assemblée nationale, le roi signe les textes qui sont ainsi ratifiés.
Toutefois, ces traités ne devront pas aller contre « l'indépendance, la souveraineté, l'intégrité territoriale, la neutralité et l'unité nationale du royaume » sous peine d’être abrogé. Mais la déclaration universelle des droits de l'homme ainsi que les textes relatifs à ceux de la femme et de l’enfant occupent cependant une place à part, vu que leur respect sont garantis par la constitution.

### Législation
Le pouvoir législatif est partagé entre l'Assemblée nationale et le Sénat. Le rôle du second est d’examiner les lois adoptées en première lecture par la chambre basse et d’émettre au besoin des propositions d’amendement qui devront être à nouveau agréés par les députés avant que le texte ne soit définitivement promulgué. En outre, certains domaines, tels l’approbation du budget de l’État ou des traités internationaux ainsi que les révisions constitutionnelles sont du seul ressort de l’Assemblée nationale. Enfin, les règlements intérieurs des deux chambres du parlement ainsi que les lois organiques font l’objet d’un examen automatique du conseil constitutionnel,.
Toutefois, si d’après la constitution l’initiative des lois est partagée entre les parlements et le gouvernement, l’essentiel en revient à ce dernier qui avant de soumettre un projet le fait préparer par le cabinet ministériel compétent et revoir par un groupe de juristes. Le fait que ni les députés ni le sénat ne disposent de tels moyens ni de ces compétences peut expliquer le faible nombre de textes dont ils sont à l’origine ou qui donnent lieu à de réelles discussions.

### Jurisprudence
La constitution affirme que « les juges doivent accomplir leurs devoirs dans le strict respect de la loi ». Ils se contentent donc d’appliquer les textes et quand ils motivent leurs décisions, ils se limitent à exposer les faits relatifs à l’affaire. La règle du précédent judiciaire n’a pas cours et les verdicts rendus ne doivent concerner que les parties présentes au procès. De fait, cette absence de jurisprudence peut conduire lors du jugement d’affaires similaires par deux tribunaux différents à des décisions contradictoires. Si la cour suprême a bien dans ses objectifs une harmonisation des peines, les résultats se faisaient encore attendre au milieu des années 2010.

## Branches du droit

### Droit civil
Le code de procédure civile actuellement en vigueur date de 2007 alors que le code civil est entré en application en décembre 2011.
Le droit civil intègre parfaitement le recours fréquent à la conciliation en usage dans la plupart des pays asiatiques. Ainsi, avant d’initier une procédure, le juge tentera une médiation entre les parties. Il est en cela épaulé dans les zones rurales par des bureaux locaux implantés au niveau des Phum (« villages ») et des Srok (« districts ») et représentatifs des valeurs sociales traditionnelles. Le procès n'intervient que si la conciliation a échoué et le juge prend sa décision conformément à la loi en vigueur ou, à défaut, en fonction de la coutume où le différend a lieu.

### Droit pénal
Le code de procédure criminelle actuellement en vigueur date de 2002 alors que celui de procédure pénale est entré en application en décembre 2010.
Le droit pénal cambodgien est basé sur des procédures inquisitoires. À la fin de 2013, il reposait sur 23 chambres provinciales et municipales de première instance, un tribunal militaire, une cour de cassation et une cour suprême.
L’action publique est réservée au parquet et les opérations de police judiciaire se déroulent sur demande du procureur. Conformément à la tradition et au grand dam des organisations et gouvernements anglo-saxons, l’instruction est confiée à un juge. Lors des procès, le ministère public se contente de demander l'application de la loi. Les décisions des tribunaux provinciaux et municipaux sont susceptibles de faire l’objet d’un recours dans un délai de deux mois après la prononciation du verdict sauf celles édictées par défaut qui peuvent être contestées dans les deux semaines après que le condamné ait eu connaissance de sa sentence.

### Droit administratif
La constitution reconnait à tout citoyen khmer « le droit de dénoncer, porter plainte ou réclamer des réparations pour des préjudices causés par des activités illégales des organismes de l'État, des organismes sociaux et de la part du personnel de ces organismes ». En outre, en déclarant le pouvoir judiciaire « compétent pour tous les litiges, y compris le contentieux administratif », elle confirme l’unicité de juridiction.
Un tel choix était, dans l’esprit du constituant, motivé par deux raisons majeures, à savoir la crainte de créer un système trop complexe et le manque de personnel qualifié. Le premier argument trouvait son fondement dans l’expérience des Krom Viveat, mis en place en 1924 pour gérer les conflits avec l’administration. Leur manque de pouvoir, la lenteur des procédures et la concurrence des arrangements à l’amiable entre administrés et la hiérarchie des administrateurs en faute entraveront durablement leur efficacité. Leur faible activité provoquera leur suppression en 1970. Le second argument, s’il était fondé en 1993, le semble moins une vingtaine d’années plus tard, alors que l’enseignement de l’École royale de la magistrature rend les arcanes du droit public plus accessibles aux juges. Mais le besoin d’instances spécifiques apparaît très vite et des chambres dédiées aux contentieux administratifs sont créées au sein de la cour de cassation, qui gère ces litiges en première instance, et de la cour suprême. De plus, la création le 10 mars 1994, par Norodom Ranariddh et Hun Sen, d’un conseil de juristes chargés d’examiner les lois en préparation dans les ministères et revoir les textes déjà appliqués pour proposer des amendements, vient compléter l’arsenal de facto d’instances spécialisées.

### Droits des affaires
L’adhésion du Cambodge à l’organisation mondiale du commerce le 13 octobre 2004 l’a contraint à adopter un certain nombre de lois pour garantir la libre concurrence et encadrer les investissements, mais ces textes ne s’appliquent pas aux commerces locaux pour qui ils sont trop complexes et coûteux . Ils préfèrent continuer à utiliser les pratiques traditionnelles d’inspiration chinoise ; la tontine reste ainsi le moyen le plus courant d’obtenir un crédit, les tractations avec les fonctionnaires celui de fixer l’impôt et la contrainte physique la voie de règlement des litiges. Seules les entreprises étrangères sont dûment enregistrées, payent les impôts prévus par les textes ou règlent leurs différends devant la justice. Mais cela ne les empêche pas pour autant de devoir composer avec la corruption et s’ils décidaient de ne pas soudoyer quelques officiels, ils auraient peu de chance de voir leur projet aboutir.
Ce code des affaires souffre également, comme les autres domaines du droit cambodgien, de la concurrence entre pays donateurs, chacun désirant profiter de l’opportunité offerte par l’aide au développement pour tenter d’imposer son modèle. Ainsi la banque mondiale fortement inspirée par les pays anglo-saxons remet régulièrement en doute le cadre juridique basé sur le système français et qui pour elle serait un frein à la productivité et aux investissements, générant un chômage plus important et favorisant la corruption. Elle prône une déréglementation qui supprimerait ou diminuerait ce qui est perçu comme des freins au développement économique tels l'existence d'un salaire minimum, l’intervention des tribunaux dans les affaires commerciales ou l'absence de protection des créditeurs,.

## Les entraves
Un certain nombre de problèmes empêchent l’appareil judiciaire de fonctionner d’une manière que des organisations pourraient qualifier de satisfaisante.

### Volonté politique
Les politiciens affirment régulièrement leur volonté d’améliorer la confiance que leurs compatriotes ont envers leur justice, mais les actions concrètes se font attendre. Quand en juillet 2004, le premier ministre Hun Sen présente sa « stratégie du rectangle » visant à assurer la « bonne gouvernance », la réforme judiciaire est définie comme un des quatre côtés de ce quadrilatère. Toutefois, les progrès en la matière vont se faire attendre. Le code pénal n’entrera qu’en 2010, le civil en 2011 ; la loi sur le statut des magistrats date de 2014 et une année plus tard, les discussions sur la fonction notariale étaient toujours en cours. Si les considérations structurelles évoquées dans ce chapitre peuvent justifier cette lenteur, elles ne pourraient à elles seules l’expliquer. En fait, les faibles avancées semblent moins destinées à perfectionner le système judiciaire qu’à appâter les pourvoyeurs de l’aide internationale en leur montrant le bien-fondé de leur action tout en les incitant à ne pas la suspendre trop vite.

### Origine du droit
L’aide internationale massive qui depuis le début des années 1990 permet de profondément remanier le système judiciaire a aussi des effets pervers. Ainsi, la diversité des donateurs aboutit à une certaine cacophonie, chacun semblant plus soucieux d’imposer ses vues que de veiller à la cohérence des textes proposés avec ceux des autres intervenants, voire de mener des études sociologiques pour s’assurer qu’ils sont adaptés au contexte local. Ainsi le projet de création d’un tribunal de commerce sous l’égide de la banque mondiale doit-il être stoppé au dernier moment car les procédures qu’il prévoyait allaient à l’encontre des règles des droits civil et pénal préparés par les Japonais et les Français. Ces disputes se déplacent de surcroît fréquemment vers les administrations locales, créant des querelles par procuration, comme pour les débats sur la mise en place du rôle des juges d’instruction voulu par le ministère de la justice soutenu par la France mais combattu par celui de l’intérieur (en) aidé par les pays anglo-saxons qui y voit une limitation du pouvoir de la police dans la conduite des enquêtes criminelles. Il en résulte des lois adoptées avec parcimonie et le manque de volonté politique régulièrement invoquée pour expliquer cette lenteur ne semble pas en être la seule raison.
Ces lois de provenance étrangère ne sont d’autre part pas toujours traduites de manière appropriée et il n’est pas rare que les juristes doivent reprendre un texte dans sa langue originale pour en retrouver le sens et se reporter au droit du pays dont il est issu afin de savoir comment l’interpréter.

### Conciliation
Un élément majeur déjà évoqué dans le contexte historique concernant l’utilisation réduite de l’appareil judiciaire est la tradition encore bien vivace de favoriser une solution négociée pour régler un litige, plutôt que de se fier aux décisions d’une justice que beaucoup jugent incompétente, onéreuse, ignorante des usages locaux et dont l’autorité morale n’est pas toujours reconnue. À cette habitude, il faut également rajouter la croyance toujours répandue qu’un recours au tribunal pourrait bouleverser l’ordre cosmique peuplé de génies pas toujours bienveillants. On inclinera donc plutôt vers une cérémonie mystique pour s’assurer les bonnes grâces de ces divinités et préserver l’harmonie entre elles et le monde des mortels.
Une autre problématique liée aux traditions concerne l’aspect religieux et la conviction que les fautes commises dans une existence seront expiées après la mort, éventuellement dans une nouvelle vie. C’est ainsi que Tep Vong, vénérable du principal ordre bouddhiste cambodgien, justifiait en juillet 2002 ses réserves contre les chambres extraordinaires au sein des tribunaux cambodgiens chargées de juger les derniers dirigeants khmers rouges encore en vie . Il estimait que toute condamnation s’apparenterait à un acte de vengeance et que la peine qu’ils pourraient encourir ne sera jamais à la hauteur de ce que leur karma leur réservera après leur décès.

### Indépendance
La constitution réclame une séparation entre le juridique d'une part et l’exécutif ou le législatif d'autre part. Ce point est notamment confirmé par le Sorachor du 2 mars 1995, qui demande aux autorités locales de ne pas s’immiscer dans les tâches des magistrats et de renvoyer toute plainte qui leur serait soumise devant les tribunaux, et par le Kram du 24 janvier 1996 qui stipule que le ministère de la justice doit organiser et gérer l’appareil judiciaire mais pas le gouverner. Mais la réalité de cette indépendance est mise en doute par de nombreuses organisations internationales,,,, qui regrettent la persistance d’une culture de l’impunité dont bénéficient les plus puissants. Ce sentiment développe également le recours aux méthodes expéditives pouvant aller jusqu’au lynchage et dont les juges doivent tenir compte lors du procès,.
Ainsi, si déjà en 2004 Amnesty International estimait que malgré l’importante aide internationale, dont le Cambodge bénéficie depuis le début des années 1990, notamment dans le domaine juridique, les résultats restent limités, ce jugement semble toujours valide une quinzaine d’années plus tard.
Par exemple, la loi de juillet 2014 sur le statut des juges et des procureurs donne au ministre de la justice un siège de droit dans ce conseil et la faculté de nommer un autre de ses membres, ce qui pour plusieurs organisations de promotion des droits de l’homme constitue un empiétement de l’exécutif sur le pouvoir judiciaire. De plus, même si l’article 4 de cette loi interdit aux magistrats d’exercer en même temps une fonction publique, gouvernementale, élective ou tout rôle de conseiller ou d’avocat dans le secteur privé, l’idée déjà bien présente au sein de la population et des observateurs internationaux que la justice cambodgienne soit aux ordres du gouvernement est également confortée par le fait que les procureurs et les juges ne peuvent communiquer sur leur travail sans l’accord préalable du Conseil suprême de la magistrature.

### Accès
La pénurie d’avocat constitue une entrave à l’accès à la justice qu’il convient de ne pas mésestimer. Ainsi, les honoraires des juristes privés, par ailleurs d’une compétence parfois discutable, ne sont pas accessibles à la majeure partie de la population. Dans le même temps, le nombre de défenseurs affectés à l’assistance judiciaire, censée épauler les moins fortunés, a chuté de 119 en 2010 à 76 en 2013 et, en 2015, ce dispositif n’était en œuvre que dans 14 des 25 provinces.

### Moyens
Dans un pays aux moyens limités, le budget consacré à la justice ne lui permet pas de mener sa mission de manière satisfaisante. Les enquêtes se trouvent souvent bâclées et, en province surtout, des procès peuvent être ajournés faute de carburant pour transporter un détenu de la prison au tribunal voire parce que le prévenu ou les témoins n’ont pas reçu leurs convocations dans les temps. Il n’est ainsi pas rare de voir les délais légaux de détention préventive dépassés. Le Centre Cambodgien pour les Droits de l’Homme (en), dans une étude menée au premier semestre 2013 auprès des chambres de première instance de trois provinces (Banteay Mean Chey, Phnom Penh et Rotanah Kiri), a par exemple révélé le cas du jugement d’un accusé du Rotanah Kiri qui avait débuté près de 18 mois après sa mise en détention préventive alors qu'il comparaissait pour un délit où il n’aurait pas dû en effectuer plus de 10 et où il encourait une peine pouvant aller jusqu’à un an d’emprisonnement. Face à cette incurie, certaines organisations non gouvernementales se chargent de rassembler des preuves avant de porter plainte, contrevenant aux règles du civil law et prêtant le flanc aux risques de dérives,. Le gouvernement condamne de fait régulièrement les associations qui s’arrogent à la fois le rôle de juge et de procureur et menacent de mettre en cause la crédibilité du tribunal chaque fois que le procès ne se déroule pas comme ils l’ont décidé, mais ces discours ne sont pas entendus.
Un autre souci lié aux budgets dérisoires est la corruption endémique qui gangrène toutes les strates de la société cambodgienne et qui n’épargne pas la justice. Les membres des diverses administrations doivent ainsi justifier d’un diplôme voire réussir un concours qui dans les deux cas nécessitent de suivre des études longues et coûteuses inaccessibles aux revenus de la majorité de la population. Comme dans beaucoup d’autres pays en voie de développement, les admissions doivent de fait moins aux capacités intellectuelles des candidats qu’aux revenus et aux soutiens sur lesquels ils pourront compter. Une fois à leur poste, les heureux élus qui voudraient se voir récompenser les efforts consentis se verront contraints de s’adonner à des pratiques moralement discutables pour suppléer leurs faibles revenus. L’État, incapable de rémunérer de manière décente ses fonctionnaires ne peut que fermer les yeux face à ces dérives, tout au plus tenter de sensibiliser les agents aux dangers les plus flagrants tels les trafics de drogue dans les prisons où le personnel pénitentiaire est impliqué.
Outre ces difficultés purement financière se pose également le problème des compétences des fonctionnaires toujours en activité et nommés soit après la chute du Kampuchéa démocratique, alors que les personnes instruites ont été les premières victimes des crimes du régime khmer rouge, soit ceux mis en place quand le pays était sous la tutelle des nations unies lorsque la fidélité à un parti politique primait sur toute autre considération pour pourvoir les postes. Mais ce phénomène est appelé à s’estomper avec le temps, les nouveaux postulants devant maintenant justifier d’un minimum de formation.